# Propyria coatepeciensis
Propyria coatepeciensis là một loài bướm đêm thuộc phân họ Arctiinae, họ Erebidae.